# 조만강
조만강(潮滿江)은 경상남도 김해시 주촌면 덕암리 금음산에서 발원하여 장유 동쪽을 남북으로 통과한 뒤, 남해고속도로제2지선 부근에서 동쪽으로 흐르다가 부산광역시 강서구 생곡동에서 서낙동강으로 흘러드는 강이다. 길이는 19.8 km이다. 지류로는 상류부터 원지천, 내삼천, 대청천, 율하천, 해반천, 지사천 등이 있다.
2008년 12월 28일에는 이 강의 지천인 장유면 신문리 관광유통단지내 농협 유통센터와 롯데 프리미엄 아울렛과 물류센터 인근 지역 하천에서 멸종위기종인 수달이 발견되었다. 2011년 이 강 둔치에 생태체육공원이 조성되었다.